# Vidio
Vidio je služba pro přehrávání videí, filmů a seriálů založená 15. října 2014 v Indonésii. Původním vlastníkem byla společnost Kreatif Media Karya, ale v současné době patří Surya Citra Media, přičemž obě jsou dceřinými firmami Elang Mahkota Teknologi (Emtek). Obsah služby nabízí volně dostupné i placené televizní kanály, přenosy živých událostí, filmy a televizní seriály (včetně původních titulů). Je to jedna z největších streamovacích platforem v jihovýchodní Asii.
V roce 2022 se Vidio stalo největším poskytovatelem streamovacích služeb v Indonésii a porazilo Netflix, Disney+ Hotstar a Amazon Prime Video.

## Historie
Vidio bylo založeno 15. října 2014 s vidinou stát se indonéskou verzí YouTube. Původně na Vidiu dominoval obsah vytvořený uživateli a televizní obsah z médií Emtek. V roce 2015 mělo Vidio přibližně 3000 až 4000 aktivních uživatelů měsíčně.
Celková investice Emteku do společnosti Vidio dosáhla k březnu 2019 240 miliard indonéských rupií. Surya Citra Media plánuje převzít Vidio za částku 115 miliard indonéských rupií. Po produkování 3 originálních seriálů v roce 2019, začalo Vidio vydávat více originálního obsahu na Vidio Premier, jejich prémiové předplatné službě, nazvané v roce 2020 „Vidio Originals“. Ve stejném roce dosáhlo Vidio 40 milionů aktivních uživatelů.
Během pandemie covidu-19 vzrostla platforma Vidio o 225 % a také dosáhla více než 5 milionů stažení v App Store a Play Store.
Od 7. listopadu 2021 společnost MNC zaznamenala, že všechny její televizní kanály byly odebrány na základě údajného sporu o přenos. MNC Vision Networks vlastnila Vision+ pro RCTI, MNCTV, GTV a iNews.
Vidio odvysílalo jednu z nejvyšších fotbalových soutěží jménem Premier League, konkrétně sezóny 2022–2023. Smlouvu má až do sezóny 2025–2026. Většina velkých zápasů je streamována výhradně na této platformě, a to se sesterskou sítí SCTV a zbylé zápasy odvysílalo Moji.
Když síť Fox Sports Asia ukončila v říjnu 2021 provoz, získalo Emtek práva na vysílání Formule 1 po zbytek sezóny 2021 a 2022. Závody byly odvysílány na kanálu Champions TV 4 (která byla součástí prémiového předplatného Vidio) a na volně dostupném kanálu Moji.
Vidio byl také oficiální streamovací službou pro vysílání mistrovství světa ve fotbale 2022 FIFA World Cup.
Vidio má 6 televizních stanic. Každá z nich vysílá 24 hodin denně. Jmenují se Champions TV 1, Champions TV 2, Champions TV 3, Champions TV 5 a Champions TV 6. Společně vysílají fotbalové soutěže, volejbalové zápasy, box, basketbal i tenisové turnaje z celého světa.
Vidio má po vzoru Netflixu mnoho kategorií od korejských dramat, přes japonská anime až po indonéské dokumenty. Většina videí je s indonéskými titulky a pokud video jde spustit v jiné zemi, tak lze přepnout na dabing anglický.
Dá se platit měsíční předplatné, a to diamantové nebo platinové. Pokud chce uživatel sledovat zápasy Premier League, musí mít diamantové předplatné. Lze si předplatit i na rok, cena je při listopadu 2023 cca. 350 Kč. Bohužel předplatit si lze pouze z Indonésie.